# Куруци
Куруци (на унгарски: kuruczok/kurucok, на словашки: kuruci) е името на въоръжените антихабсбургски бунтовници в Османска Унгария в периода от 1671 до 1711 г. и най-вече по време на така наречената Голяма турска война.
Куруците не са само етнически унгарци и секели, но и славяни – словаци, русини и други.
За първи път терминът е засвидетелстван за означение на въстаниците на Георги Дожа по време на т.нар. селско въстание на Георги Дожа през 1514 г., а за последно с куруци са обозначавани бунтовниците на Ференц II Ракоци по време на въстанието на Ракоци през 1711 г.
Когато унгарските земи са под османска власт антоним на куруците са лабанците, лоялните към Свещената Римска империя бивши поданици на короната на Свети Стефан.